# Cheviot (Ohio)
Cheviot és una població dels Estats Units a l'estat d'Ohio. Segons el cens del 2000 tenia 9.015 habitants.

## Demografia
Segons el cens del 2000, Cheviot tenia 9.015 habitants, 4.064 habitatges, i 2.202 famílies. La densitat de població era de 3.000,6 habitants/km².
Dels 4.064 habitatges en un 26,9% hi vivien nens de menys de 18 anys, en un 39,1% hi vivien parelles casades, en un 10,9% dones solteres, i en un 45,8% no eren unitats familiars. En el 40% dels habitatges hi vivien persones soles el 15,6% de les quals corresponia a persones de 65 anys o més que vivien soles. El nombre mitjà de persones vivint en cada habitatge era de 2,17 i el nombre mitjà de persones que vivien en cada família era de 2,97.
Per edats la població es repartia de la següent manera: un 22,4% tenia menys de 18 anys, un 8,5% entre 18 i 24, un 33,7% entre 25 i 44, un 17,7% de 45 a 60 i un 17,8% 65 anys o més.
L'edat mediana era de 36 anys. Per cada 100 dones de 18 o més anys hi havia 84,7 homes.
La renda mediana per habitatge era de 35.150 $ i la renda mediana per família de 48.947 $. Els homes tenien una renda mediana de 36.886 $ mentre que les dones 28.202 $. La renda per capita de la població era de 19.686 $. Aproximadament el 5,2% de les famílies i el 7,6% de la població estaven per davall del llindar de pobresa.

## Poblacions més properes
El següent diagrama mostra les poblacions més properes.